# SA-Feldpolizei
Die SA-Feldpolizei (Fepo) beziehungsweise das SA-Feldjägerkorps (seit Oktober 1933) war eine von 1933 bis 1936 bestehende Sondereinheit innerhalb der nationalsozialistischen Sturmabteilung (SA).

## Die SA-Feldpolizei

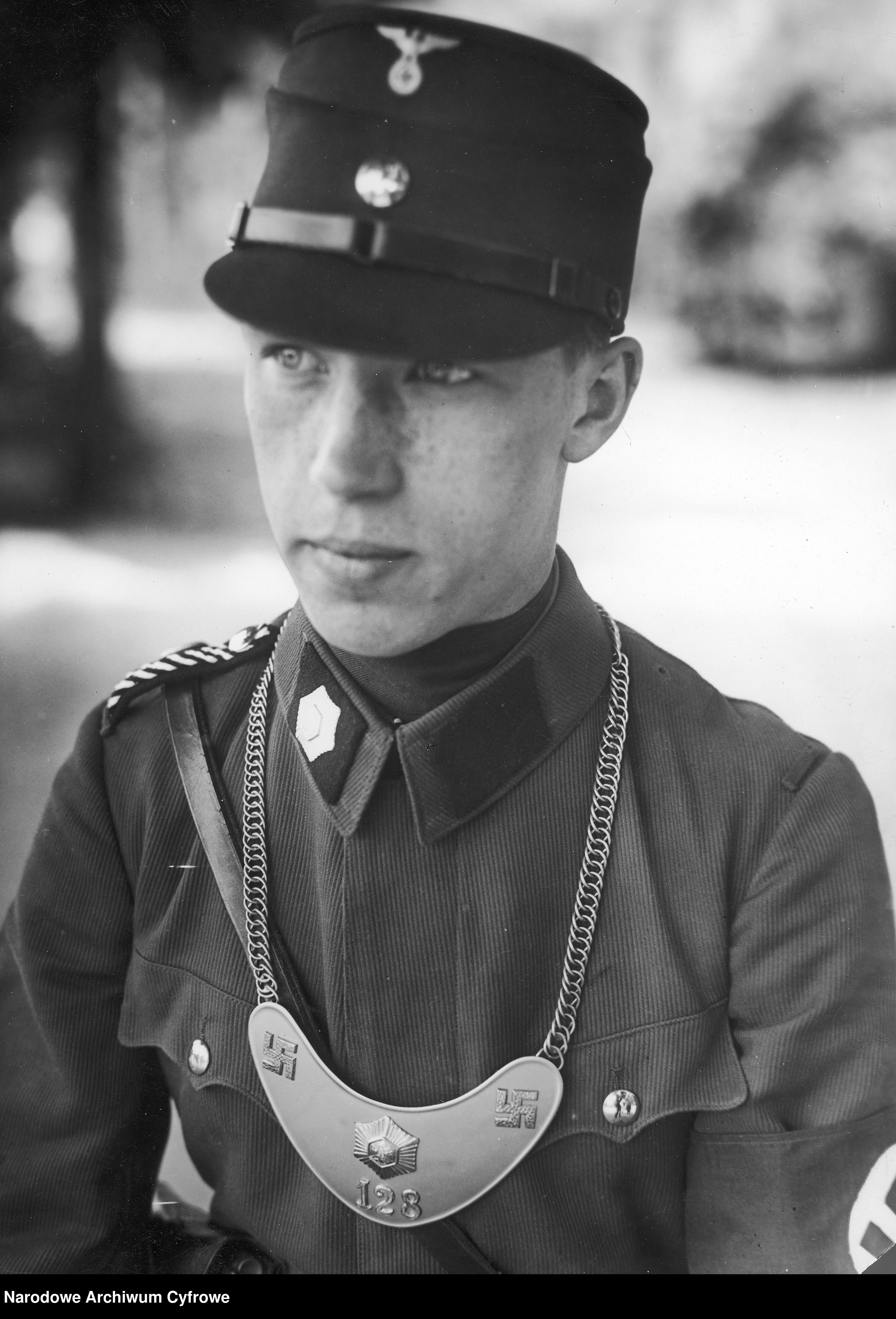
Angehöriger der SA-Feldpolizei (Fepo) im Juni 1933. Rangabzeichen eines SA-Mannes am linken Kragenspiegel, preußischer Polizeistern am rechten, dazu ein Ringkragen mit Polizeistern, Hakenkreuzen und der Nummer „128“. Die Käppi (Schaftmütze) zeigt den Parteiadler der NSDAP. Die SA-Feldpolizei war eine 1933 gegründete Hilfspolizeieinheit der Sturmabteilung (SA), später zum SA-Feldjägerkorps (FJK) reorganisiert.

Die SA-Feldpolizei wurde am 24. Februar 1933 auf Veranlassung des damaligen preußischen Innenministers Hermann Göring in Berlin aufgestellt. Sie war eine Sondereinheit innerhalb der preußischen Hilfspolizei, die zwei Tage vorher, am 22. Februar 1933, ebenfalls durch Göring, ins Leben gerufen worden war. Zum Zeitpunkt ihrer Gründung umfasste die Feldpolizei etwa 180 ausgewählte SA-Angehörige.
Die Hilfspolizei bestand aus Angehörigen der SS, SA und des Stahlhelm und sollte die reguläre Polizei bei der Bekämpfung der politischen Gegner der jungen nationalsozialistischen Regierung unterstützen. 
Die SA-Feldpolizei diente hingegen als Ordnungsorgan gegenüber den Angehörigen der Hilfspolizei (ab April 1933: SA-Reserve, abk. SAR), sie beteiligte sich aber auch an Aktionen gegen Gegner des NS-Regimes, unter anderem an der Großrazzia in der Schöneberger Laubenkolonie im Juni 1933. In ihrem Hauptquartier in der General-Pape-Straße unterhielt sie im Kellergeschoss das SA-Gefängnis Papestraße, in dem von März bis Dezember 1933 insgesamt ca. 2000 politische Häftlinge festgehalten wurden. Die SA-Feldpolizei war anfangs nur im Großraum Berlin-Brandenburg aktiv.

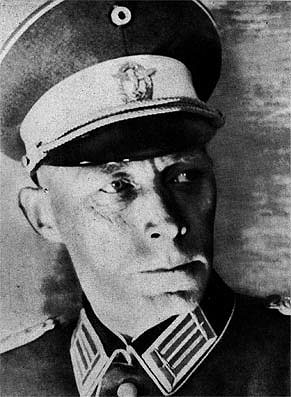
Walter Fritsch, als Oberst des Feldjägerkorps' der preußischen Schutzpolizei (1935)

Über den ursprünglichen Standort der Feldpolizei besteht Unklarheit. Die Forscher der Gedenkstätte Papestraße nehmen jedoch an, dass einige leerstehende Lagergebäude in der Friedrichstraße 234 von ihr als erstes Hauptquartier genutzt wurden. Im März 1933 bezog die Feldpolizei das Gebäude H in der Berliner General-Pape-Straße als ihren Stammsitz (heutiger Werner-Voß-Damm 54 a). Das Kommando über die Feldpolizei wurde einem ehemaligen Polizeiausbilder, Walter Fritsch, übertragen. Fritsch, seit dem 1. Juli im Rang eines SA-Standartenführers, war dem Führer der SA-Gruppe Berlin-Brandenburg unterstellt; im Februar 1933 war dies noch Wolf-Heinrich von Helldorff, ab März 1933 Karl Ernst. Mit ihrer Überwachung war zudem Georg von Detten als SA-Beauftragter im preußischen Innen- beziehungsweise Staatsministerium betraut. Enge Verbindungen unterhielt die Feldpolizei zur Politischen Polizei beziehungsweise zu der im April 1933 aufgestellten Gestapo.
Von den übrigen SA-Angehörigen unterschieden sich die SA-Feldpolizisten anhand eines Ringkragens aus Weißmetall mit Polizeistern, außerdem trugen sie blaue Polizeimäntel und den Polizeistern an der Mütze (unterhalb des Hoheitsadlers) und dem rechten Kragenspiegel. Die schwarze Abzeichenfarbe an Mützendeckel und Kragenspiegel entsprach jener der übrigen Formationen der SA-Gruppe Berlin Brandenburg.

## SA-Feldjäger-Korps

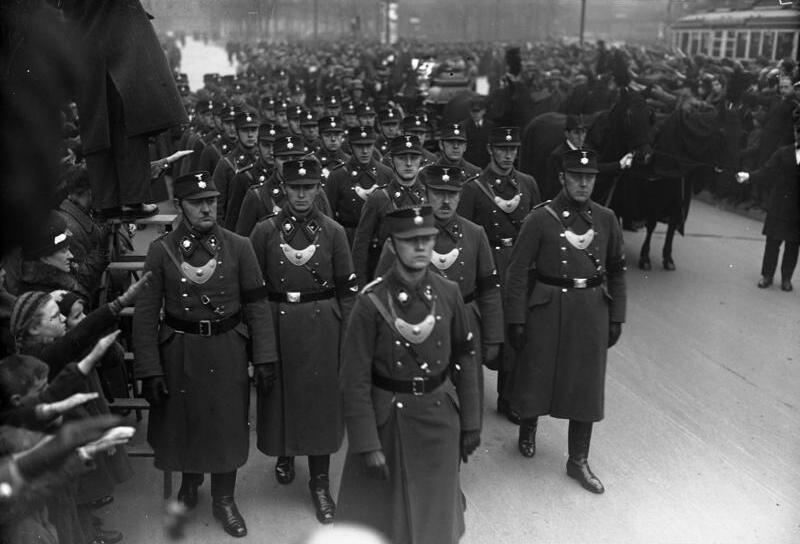
Trauerzug der SA-Feldpolizei am 23. Februar 1934 in Berlin zur Beisetzung von Siegfried Seidel-Dittmarsch

Am 1. Oktober 1933 verfügte Hermann Göring, in seiner Eigenschaft als Oberster SA-Führer in Preußen, die Aufstellung eines Feldjägerkorps (FJK) in Preußen. Görings Initiative folgte SA-Stabschef Ernst Röhm, indem er am 7. Oktober die Aufstellung eines SA-Feldjägerkorps anordnete.
Bereits zuvor hatte Röhm, am 11. August 1933, in einem Rundschreiben an die SA-Stellen angekündigt, die Feldpolizei-Organisation auf Städte außerhalb Berlins ausdehnen zu wollen:

„Die Gruppe Berlin Brandenburg hat in Berlin mit Erfolg eine SA Feldpolizei aufgestellt. Ich beabsichtige die Aufstellung der SA Feldpolizei auch in anderen größeren Städten des Reiches. Die Führer der Obergruppen ersuche ich zum 22. August 1933 um Stellungnahme und Einrichtung von Vorschlägen hierzu.“

Ob die Gründung des FJK eine bloße Umbenennung der Feldpolizei darstellte, wie in der Historiographie wiederholt behauptet, ist fraglich. Denn zum 15. August 1933 war die preußische SA-Hilfspolizei aufgelöst worden und mit ihr wohl auch die SA-Feldpolizei. Eine diesbezügliche Ausnahmeverfügung ist unbekannt. Wahrscheinlicher ist eine komplette Neuaufstellung, bei der man sich aber, zumindest in Berlin, des vormaligen Personals der SA-Feldpolizei bedient haben dürfte. Dies war jedenfalls bei der Berufung der Berliner FJK-Führungsspitze der Fall, als der ehemalige SA-Fepo-Chef Walter Fritsch zum FJK-Chef ernannt wurde.
Nach der reichsweiten Aufstellung von FJK-Gruppen gehörten dem Feldjägerkorps im Oktober 1933 etwa 2.000 Personen an, davon 200 in Berlin. Die Dienstaufsicht über das Feldjägerkorps lag wiederum bei Georg von Detten als Sonderbevollmächtigten der Obersten SA-Führung für Preußen, mit Dienstsitz im Preußischen Staatsministerium. Als Vertreter Ernst Röhms war er dem FJK gegenüber weisungsbefugt.
In ihrer dienstlichen Eigenschaft erklärte Röhm die Angehörigen der Truppe zu Vorgesetzten „eines jeden SA, SS und ST Führers und Mannes“, deren „Anordnungen unbedingt und ohne Widerrede Folge zu leisten“ sei.
Am 10. Dezember 1933 bezog das Kommando des Feldjägerkorps mit seiner Berliner Abteilung ein neues Hauptquartier in der ehemaligen Kaserne des Kaiser Alexander Garde-Grenadier-Regiment Nr. 1, Kleine Alexanderstraße 21–24 in der Nähe des Alexanderplatzes.
Im Februar 1934 war das Feldjägerkorps an der Zerschlagung der illegalen Kreuzberger Bezirksgruppe der KPD beteiligt, wobei mehr als 50 Personen verhaftet wurden.
Einigen Indizien zufolge war das Feldjägerkorps an der Röhm-Affäre vom 30. Juni bis 2. Juli 1934 beteiligt. Anzunehmen ist, dass die Feldjäger dabei Verhaftungen durchführten und wichtige Gebäude und Straßen absicherten. Walter Fritsch soll außerdem einer Aussage des SA-Mannes Alfred Martin zufolge an Standgerichten gegen SA-Führer in der Kadettenanstalt Lichterfelde beteiligt gewesen sein, bei der die Leibstandarte SS Adolf Hitler zahlreiche SA-Männer erschoss. In Dresden und Tilsit erschoss die SS zu diesem Zeitpunkt allerdings auch zwei Angehörige des Feldjägerkorps (Franz Bläsner und Lamberdus Ostendorp).
Mit der Entmachtung der SA verlor auch das Feldjägerkorps als eine Teilformation der SA weitgehend an Bedeutung. Durch das Anwachsen der SS und die immer enger werdende Verzahnung von SS und politischer Polizei funktionslos geworden, wurde das Korps durch Erlass des Reichs- und preußischen Innenministeriums im Land Preußen mit Wirkung vom 1. April 1935 in die Schutzpolizei eingegliedert. Die endgültige Auflösung des FJK erfolgte 1936. Die verbliebenen Angehörigen wurden in die Verkehrspolizei und die Schutzpolizei übernommen.
Äußerlich kenntlich waren die Feldjäger anhand eines weißmetallenen Ringkragens mit Polizeistern und Dienstnummer. Kragenspiegel und Mützendeckel waren weiß, dazu Polizeistern auf rechtem Kragenspiegel.

## Forschungsdiskussion
Die Gründung des Feldjägerkorps wird in der Forschung häufig als ein Ausdruck des immer weiter ausgreifenden Selbstbewusstseins der SA und ihres Anspruches auf Eigenstaatlichkeit gedeutet. So erhob die Satzung des Feldjägerkorps beispielsweise den Anspruch, dass das Korps innerhalb der SA zukünftig die reguläre Polizei komplett ersetzen sollte und die einzige Instanz sein sollte, die berechtigt sei, Verhaftungen im Bereich der SA und der SS vorzunehmen.